# Сторнарела
Сторнарѐла (на италиански: Stornarella, на местен диалект Sturnarédde, Стурнареде) е градче и община в Южна Италия, провинция Фоджа, регион Пулия. Разположен е на 154 m надморска височина. Населението на общината е 5172 души (към 2012 г.).